# Takaya Oishi
Takaya Oishi (大石 尚哉 Oishi Takaya?), född 7 juli 1972 i Shizuoka prefektur, är en japansk före detta fotbollsspelare.
Oishi började sin karriär 1995 i Verdy Kawasaki. Med Verdy Kawasaki vann han japanska cupen 1996. 1998 blev han utlånad till Sanfrecce Hiroshima. 1999 flyttade han till Yokohama FC. Efter Yokohama FC spelade han för Jatco. Han avslutade karriären 2002.